# Cinzano (apéritif)
Pour les articles homonymes, voir Cinzano.
Le Cinzano est une marque piémontaise qui produit des apéritifs et vins pétillants. Son siège social se trouve à Santa Vittoria d'Alba (Coni).

## Historique
En 1568, Antonio Cinzano est inscrit comme le premier producteur de vermouth en Italie. Pendant près de deux-cent ans, la famille Cinzano produit et vend du vermouth sans créer une marque officielle. Le 6 juin 1757, les frères herboristes Giovanni Giacomo et Carlo Stefano Cinzano, descendants d'Antonion Cinzano, reçoivent le titre de maîtres distilleurs et commencent à produire différents spiritueux. En 1786, ils deviennent les fournisseurs officiels de la maison de Savoie.
Ce fut d'abord un vermouth rosso (vermouth rouge), élaboré à base de trente-cinq plantes aromatiques des Alpes dont la marjolaine, le thym et le millefeuille musqué. Il fut d'abord connu sous le nom de « vermouth de Turin ». Le bianco suivit, élaboré avec une combinaison d'épices et d'herbes différentes dont l'armoise (absinthe), la cannelle, les clous de girofle, des agrumes et de la gentiane. Puis ce fut la troisième version avec l'Extra Dry.
En 1840, pour créer un produit concurrent du champagne, Cinzano créer le premier vin blanc pétillant italien. Cinzano lance les premières étiquettes colorées du marché en 1853. En 1889, Adolfo Hohenstein crée la première affiche publicitaire de la marque. Lors de la seconde moitié du XIXème siècle, Cinzano développe un réseau de distribution international.
En 1912, à Paris, ce vermouth a été le premier produit à être annoncé avec une enseigne au néon.
En 1924, le Torino Football Club devient propriété de la famille Cinzano. Dans les années 1960, Cinzano lance une campagne publicitaire audiovisuelle avec l'actrice Rita Pavone qui conclut chaque spot avec la phrase Cin Cin Cinzoda / una voglia da muertere qui popularisa l'utilisation de Chin chin! pour trinquer. Le film Le Secret de Santa Vittoria (1969) raconte l'occupation nazie de l'usine de Santa Vittoria d'Alba.
Cinzano est restée une entreprise familiale jusqu'en 1985.
En 1992, la vente de ses actions fait passer Cinzano International SA dans le giron du groupe International Distillers and Vintners Limited, une filiale de Grand Metropolitan. À la suite d'une fusion en 1997, Grand Metropolitan est devenu Diageo.
En 1999, Diageo cède Cinzano au groupe Campari, excepté pour l'usine de Santa Vittoria d'Alba qui reste propriété de Diageo, pour 106,5 millions d'euros.
Le marché Français fut après l'année 1938 quant à lui réalisé par l'entreprise CDC, (Société Cinzano Dubonnet) dû à une cession de la marque, puis par Pernod-Ricard.

## Types de Cinzano
- Bianco (vermouth aux saveurs acidulées-douce de cannelle et de clou de girofle)
- Rosso (rouge rubis, des arômes épicés de thym et la marjolaine)
- Extra Dry (robe pâle et lumineuse, extra-sec)
- Limetto (vert pâle, fruité, saveur de citron)
- Orancio (jaune-orange arômes fruités, d'orange et la vanille)

Les versions plus récentes Orancio et Limetto peuvent également être mélangées avec du Prosecco ou de l'Asti spumante, produits de la marque. Ces vermouths sont toujours aromatisés grâce à l'infusion et à la distillation d'une trentaine d'herbes aromatiques et de fleurs, conformément à la  recette originale.

## Galerie

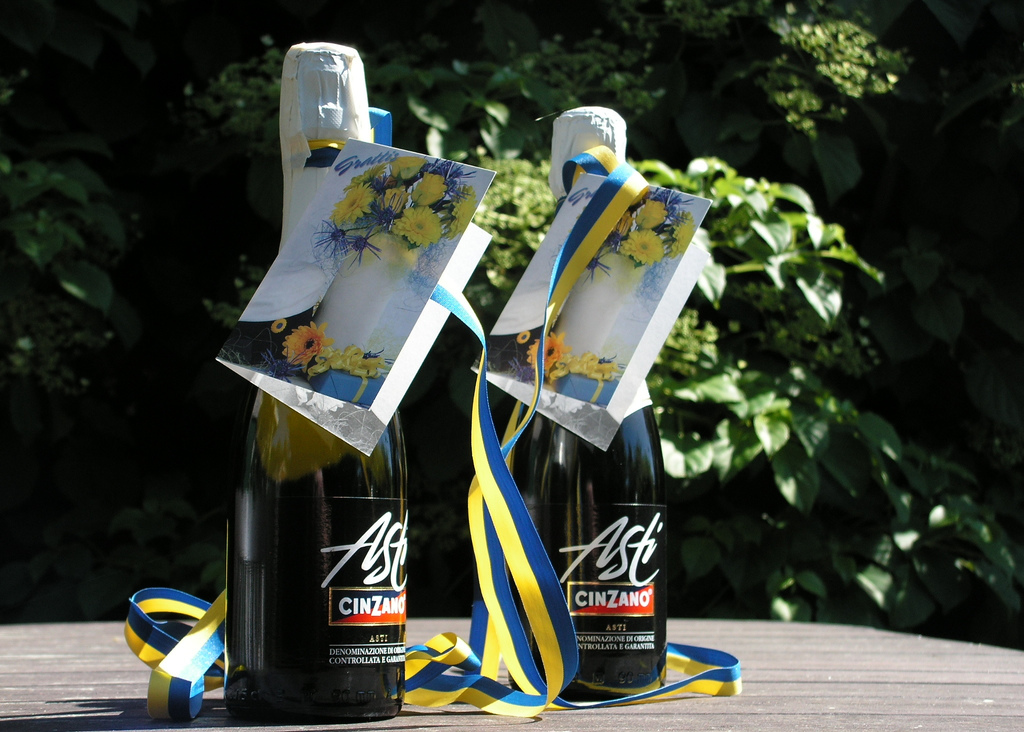
Cinzano Asti spumante.
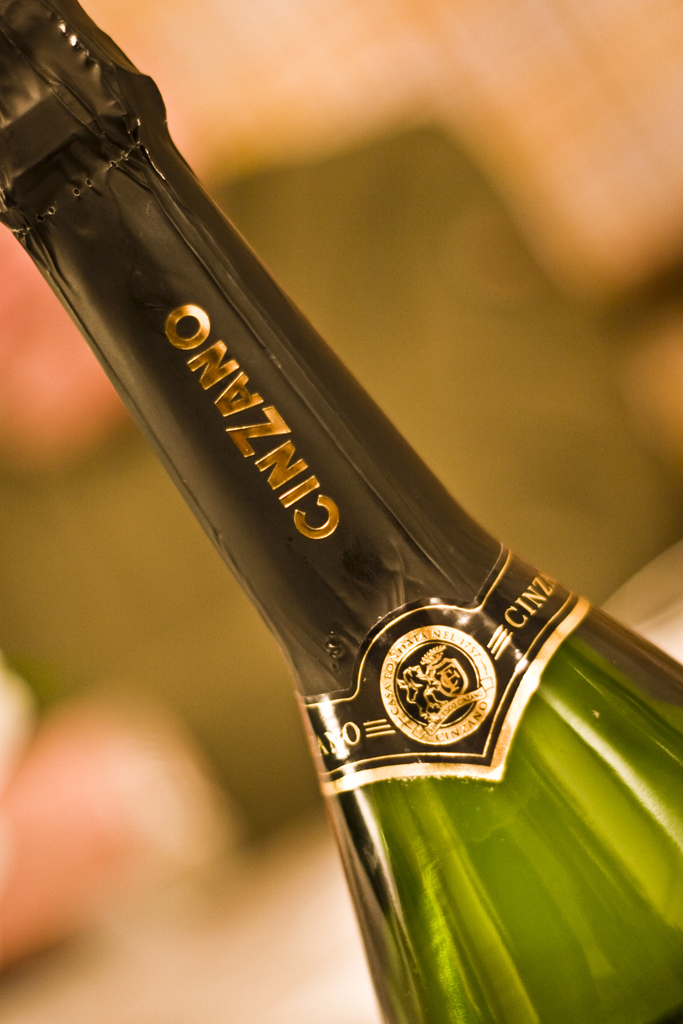
Cinzano spumante.
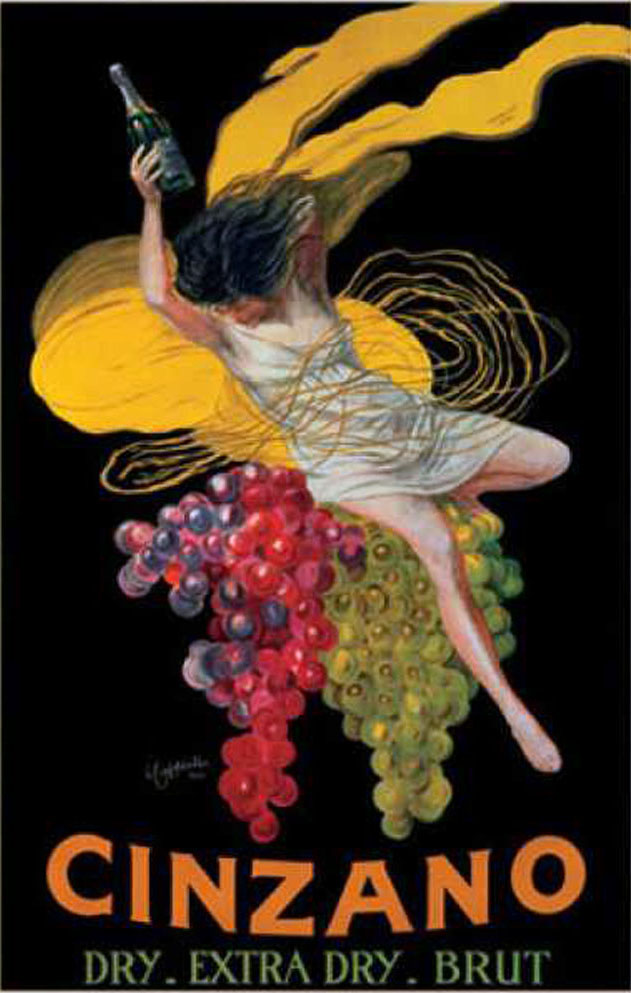
Publicité pour Cinzano en 1920.
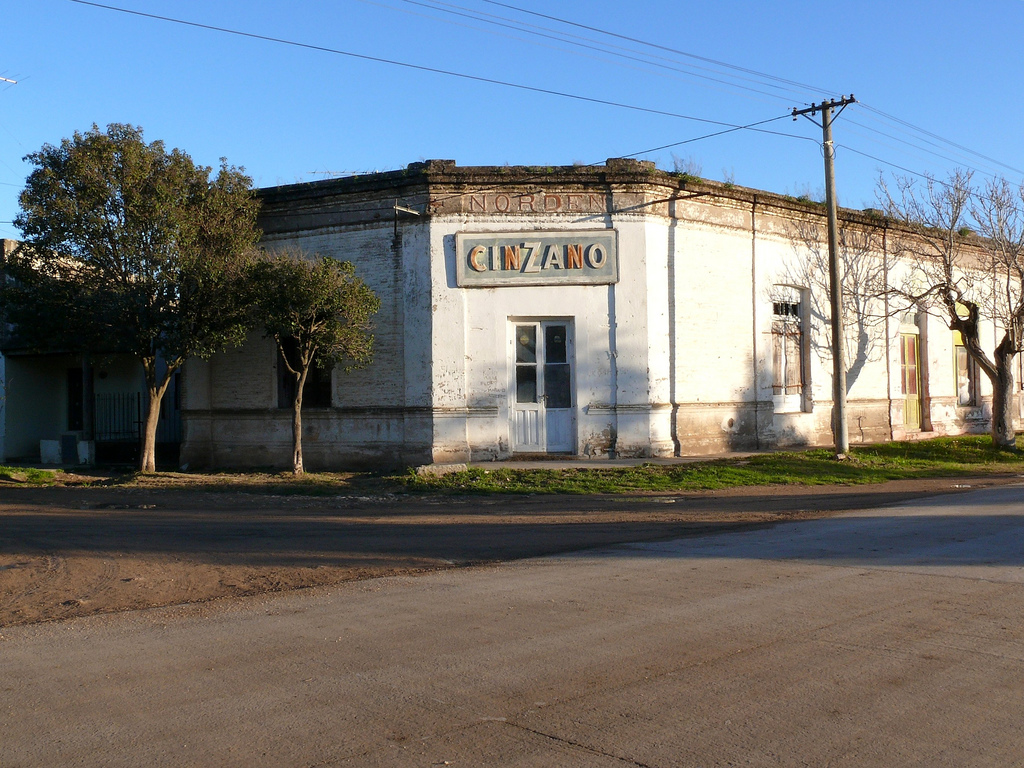
Vieille enseigne de bar en Argentine.
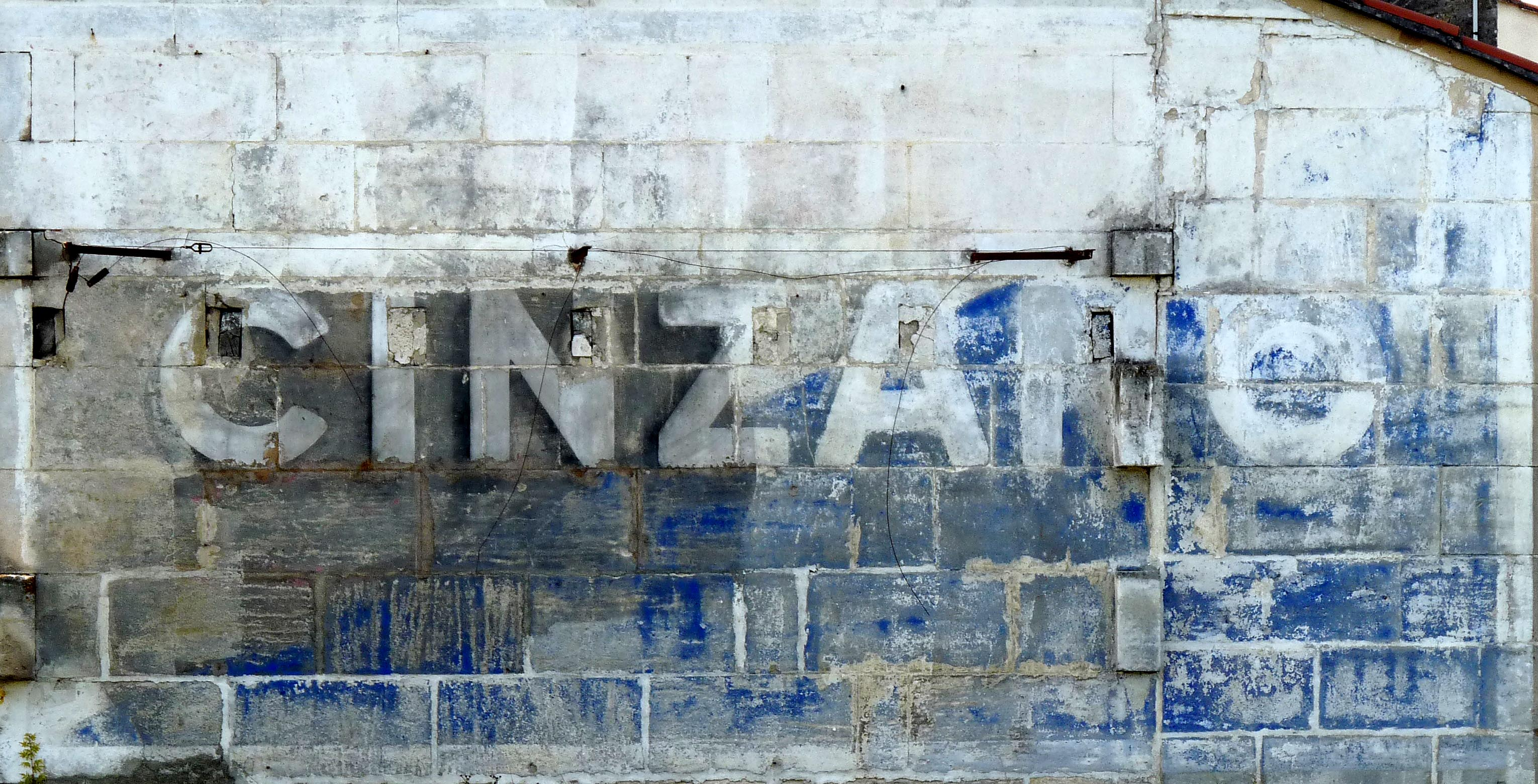
Vieille publicité dans une rue de Marseille.
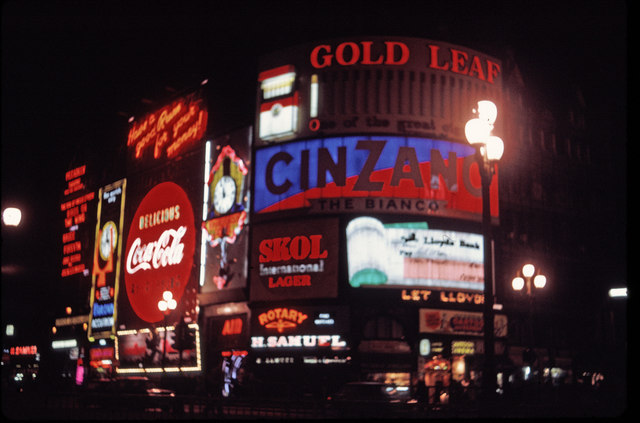
Publicité au néon à Piccadilly Circus.